# Unión Valencianista Regional
Unión Valencianista Regional (en valenciano Unió Valencianista Regional) (UVR) fue un partido político valencianista fundado en enero de 1918 por el banquero Ignacio Villalonga y Villalba, antiguo militante de la Joventut Valencianista que en 1917 con Eduard Martínez Ferrando y Salvador Ferrandis i Luna se había entrevistado en Barcelona con Francesc Cambó, líder de la Lliga Regionalista catalana. Pronto consiguió el apoyo de un sector de la burguesía financiera valenciana y de un sector de Lo Rat Penat, y en noviembre de 1918 recogió sus principios ideológicos en la Declaració Valencianista, suscrita conjuntamente con la Joventut Valencianista. Su órgano era La Correspondencia de Valencia, dirigido por Maximiliano Thous Orts.
Tras la incorporación en 1930 de Villalonga a la recién fundada Derecha Regional Valenciana, el liderazgo del partido lo ostentó Joaquim Reig, íntimo colaborador suyo, que en las elecciones municipales de España de 1931 fue elegido concejal del Ayuntamiento de Valencia.
Unió fue la cuna de los más destacado intelectuales valencianistas de la primera mitad del siglo XX: Pasqual Asins i Lerma, Francesc Caballero Muñoz, Eduard Martínez Ferrando, Enric Navarro i Borràs, Carles Salvador, Francesc Almela i Vives, Adolf Pizcueta y el propio Joaquim Reig.

## Historia

### Inicios (1918-1923)
Su origen se remonta a mayo de 1917 cuando varios miembros de Lo Rat Penat, encabezados por su presidente en aquel momento Joan Pérez Lucia, y de Joventut Valencianista, encabezados asimismo por su presidente de entonces Josep Garcia Conejos (y entre los que se encontraban Eduard Martínez Ferrando, Salvador Ferrandis Luna e Ignasi Villalonga) viajaron a Barcelona para «devolver a los catalanes la visita que éstos hicieron no ha mucho a nuestra ciudad» (en referencia al viaje que hizo a Valencia en enero de 1917 el dirigente de la Lliga Regionalista Joan Ventosa en busca de apoyos a la propuesta Per Catalunya i per l'Espanya Gran).
Como resultado de estos contactos con la Lliga en los primeros días de enero de 1918 se fundaba en Valencia la Unió Valencianista Regional, cuya aparición, según Alfons Cucó, «aportaba un nuevo empuje al punto muerto en que se encontraba el valencianismo». Según su presidente Ignasi Villalonga, con la Unió Valencianista el valencianismo «ha franqueado la época floralesca y se apresta a la lucha en el terreno político y económico, para el triunfo de las reivindicaciones de su patria, sin desdeñar en manera alguna el factor cultural, sino al contrario avalorándolo y exaltándolo». Y en referencia a la renaixença valenciana escribió: «Si algún reproche cabe dirigir a la primera etapa del renacimiento valenciano, fue su divorcio con el pueblo. [...] Faltaba sinceridad en el sentimiento de algunos de sus inspiradores, que sólo se sentían valencianistas determinados días y en determinadas ocasiones... Alardeaban de su misión política y militaban en partidos centralistas, con lo que demostraban una lamentable bifurcación de su espíritu».
Para apoyar al nuevo partido viajó a Valencia Francesc Cambó, el líder de la Lliga. Estaba previsto que interviniera en el mitin de presentación de la Unió que se celebraría el 13 de enero en el Teatro Principal, pero cuando comenzó a pronunciar su discurso militantes blasquistas lo interrumpieron exigiéndole que hablara en castellano a lo que Cambó se negó respondiendo, según relató El Mercantil Valenciano, «que creía hacer una traición a sus convicciones si en aquella ocasión hablaba en castellano y por consiguiente, ante la actitud del público, declinaba el honor de seguir haciendo uso de la palabra». Ese mismo día, por la tarde, durante la conferencia que pronunció a petición de la Unió Gremial, una asociación mercantil, Cambó también fue interrumpido por un grupo numeroso al grito de «¡Viva España! y ¡Viva Valencia». Al día siguiente el diario blasquista El Pueblo asumió la responsabilidad de lo ocurrido y lo justificó: «Sin duda, en toda España será comentadísima la protesta de Valencia contra el paso de los catalanistas de la Lliga por nuestra ciudad. No es para menos. Apabullar al leader de los regionalistas de Cataluña, reducirle al silencio y forzarle a que tome el tren y las maletas, atiborradas de doctrina redentora a lo Ventosa y Rodés, es un heroísmo valenciano que no han hecho gallegos, vizcaínos y andaluces».
En noviembre de 1918 hizo públicos sus principios ideológicos en la Declaració Valencianista, que también fue suscrita por la Joventut Valencianista. La Declaración partía del reconocimiento de la personalidad diferenciada del pueblo valenciano, «caracterizada por la posesión de una lengua propia, por su modalidad racial, por la comunidad de historia y de condiciones económicas». En el segundo punto se proclamaba la «fundamental reivindicación valencianista»: el derecho del pueblo valenciano a «constituir un Estado con el poder de darse a él mismo una constitución» (integrado en «una federación Española o Ibérica», según se establecía en el punto tercero). El propio Villalonga se encargó de escribir la glosa del segundo punto de la declaración, en la que partía de la distinción entre el carácter «natural» de la nación (determinada «por el territorio, la historia, la raza, el derecho, y sobre todo la lengua, y como consecuencia la cultura») y el carácter «artificial» del Estado, «producto de la voluntad de los hombres», de lo que concluía: «España, no nos cansaremos de repetirlo, en el riguroso sentido de la palabra, no es una Nación, es tan solo un Estado. Cree el Nacionalismo que comprende cuatro núcleos raciales: el galaico-portugués, el vasco-navarro, el castellano y el nuestro, integrado por Cataluña, Mallorca y Valencia». Sobre esto último, Villalonga puntualizaba que «la voluntad del pueblo —factor decisivo en el principio de las nacionalidades—, claramente impone la decisión de constituir un Estado aparte de Cataluña y Mallorca», aunque precisaba: «Nosotros no renunciamos a formar una comunidad de cultura con los otras tres regiones de nuestra nacionalidad, unidas por el lazo de la lengua, ni huimos de las consecuencias que este hecho pueda llevar». Precisamente, en el punto octavo de la Declaración se decía: «El  Estado valenciano podrá mancomunarse, para fines concretos, con otros Estados de la Federación, si lo estima conveniente, conservando íntegra su personalidad».
En ese mismo año de 1918 Eduard Martínez Ferrando publicó un opúsculo titulado Síntesi del criteri valencianista en el que abogaba por el «ideal pancatalanista», lo que obligó a Villalonga a intervenir dejando claro que no era ese el objetivo de la Unió Valencianista: «Es natural que se ayuden mutuamente [los nacionalismos], y que aquellos que tienen fuerza en el Parlamento y en el Gobierno, por haber llegado a la madurez, ejerzan un papel preponderante. Pero esto no es subordinación, sino alianza, que no hipoteca ni compromete la futura libertad de acción de unas regiones con otras». «En síntesis, aspiramos a reconstruir la región valenciana con una Asamblea, soberana en sus asuntos, y con un poder Ejecutivo responsable ante ella, debiendo el Estado español reintegrarle aquellas funciones propias del organismo regional y que hoy injustamente detenta, y sobre todo una Hacienda propia y bien dotada. Junto con eso, la expresión del espíritu propio y la oficialidad del valenciano en aquellos pueblos que lo hablan», concretó Villalonga.
También ese mismo año la Unió consiguió que el Ayuntamiento de Valencia, a propuesta de su alcalde, el blasquista Faustino Valentín Torrejón, acordara que en todas las escuelas dependientes de la corporación «se enseñe a leer y escribir el valenciano». Pero la mayoría de fuerzas políticas valencianas se pronunciaron en contra y el alcalde, desautorizado por su propio partido —El Pueblo se opuso a «instituir como obligación pedagógica y cultural la enseñanza del dialecto» porque «no nos sirve más que para ir por casa en mangas de camisa», además de calificar al valencianismo de «arcaica insensatez»—, se vio obligado a dimitir, aunque tres semanas después volvió a ocupar el cargo, sin que se explicara qué había pasado. Pero lo cierto fue que el acuerdo sobre la enseñanza del valenciano nunca se aplicó.
A finales de 1918 la Unió aplaudió el «giro regionalista» que dio el blasquismo, influido por el momento de efervescencia de los nacionalismos en España (Campaña autonomista catalana de 1918-1919; consolidación del Partido Nacionalista Vasco) y en Europa, con la aplicación de los «Catorce Puntos» del presidente estadounidense Woodrow Wilson tras la derrota de los Imperios Centrales en la Primera Guerra Mundial. Así, Villalonga asistió a la Asamblea convocada por los blasquistas para reclamar la autonomía del «antiguo reino» que se celebró en el Ateneo Mercantil de Valencia el 25 de 1918, pero cuando tomó la palabra se produjo un alboroto porque hablaba en valenciano. El propio presidente del partido blasquista (PURA) Félix Azzati tuvo que intervenir «pidiendo la libertad para expresarse en castellano o valenciano, como en inglés, francés...». Pero a pesar de ello, según publicó La Correspondencia de Valencia, «volvió a reanudarse el escándalo, al oírse una voz que dijo: "que parle en espanyol" ['que hable en español']». Finalmente el PURA abandonó el autonomismo, de cuya sinceridad la Unió siempre dudó, poniendo un «silencioso sepulcro a las vivas pasiones de un día», según sentenció La Correspondencia de Valencia.
Al año siguiente la Unió presentó un candidato, el catedrático valenciano Vicente Gay de la Universidad de Valladolid, a las elecciones generales celebradas en junio de 1919, pero no resultó elegido, como tampoco lo fueron los dos candidatos a concejales del Ayuntamiento de Valencia, Eduardo Martínez Sabater y Maximilià Thous, que presentó en las elecciones municipales de 1920. En 1922 se volvió a presentar la candidatura de Thous pero esta vez en las filas del bloque de las derechas monárquicas, lo que fue muy criticado por el blasquismo desde la páginas de El Pueblo —«Han perdido su pureza... todo lo echaron a rodar a penas vislumbraron la posibilidad de conseguir un acta otorgada ¡por las derechas monárquicas, representantes del odioso caciquismo central!»—, lo que fue replicado por La Correspondencia de Valencia —«En las derechas hay gentes que aceptan la esencialidad de nuestro programa... Pero, además, ¿qué hicieron en la Unión Republicana para atraer la simpatía regionalista?—», y también por parte de Joventut Valencianista —«Los republicanos y socialistas nacionalistas hemos sido indulgentes para con los otros; hemos transigido pero no claudicado»—.
El giro derechista y monárquico lo había decidido el sector mayoritario de la Unió encabezado por Eduardo Martínez Sabater y Salvador Ferrandis Luna, por lo que en marzo de 1922 el sector disidente encabezado por Vicent Tomàs i Martí y Adolf Pizcueta, que estaba en desacuerdo con esta orientación no sólo de la organización sino también de su órgano de prensa, decidió recuperar la cabecera Pàtria Nova y desde allí comenzó a denunciar la «evolución regresiva» de La Correspondencia de Valencia, «que se sacude la valencianidad de sus páginas», «olvidando toda dignidad valenciana». Lo que caracterizaba a este grupo de Pàtria Nova era su rechazo radical a colaborar con el régimen de la Restauración, su filocatalanismo (sus integrantes escribieron con frecuencia en publicaciones catalanas como Nostra Parla) y su antiraptenatismo (sobre Lo Rat Penat Pàtria Nova publicó: «Los buenos días ya no volverán para aquella casa, porque hasta la juventud de Lo Rat Penat... parece una florecilla de cementerio, brotada sobre la tumba ratpenatesca...»). La ruptura con el sector derechista de la Unió se consumó definitivamente cuando esta, siguiendo el ejemplo de la Lliga Regionalista catalana, decidió apoyar el golpe de Estado de Primo de Rivera del 13 de septiembre de 1923 que dio paso a la Dictadura. El 14 de septiembre La Correspondencia de Valencia saludaba con gran alegría el golpe, coincidiendo con el diario conservador Las Provincias. Al día siguiente Pàtria Nova publicaba su último número.

### Segunda República (1931-1934)
Unió fue el único grupo valencianista que logró sobrevivir a lo largo de la Dictadura, pero tras la caída del dictador en enero de 1930 que dio paso a la Dictablanda del general Berenguer se produjo un cambio importante en la dirección de la organización ya que su líder Ignasi Villalonga, quien al frente de un grupo de financieros valencianos había adquirido en 1927 el Banco de Valencia, anunció que pasaba a integrarse en la recién fundada Derecha Regional Valenciana, quedando un íntimo colaborador suyo, Joaquim Reig, al frente de la Unió.
En las elecciones municipales del 12 de abril de 1931, cuyo resultado adverso para la Monarquía en las grandes ciudades iba a suponer la proclamación de la Segunda República Española dos días después, Joaquim Reig consiguió el acta de concejal en el Ayuntamiento de Valencia, presentándose dentro del bloque monárquico. En esa misma votación la Agrupació Valencianista Republicana consiguió dos concejales (Francesc Soto i Mas y Enric Duran i Tortajada). Como ha señalado Alfons Cucó, «por primera vez en su historia, el valencianismo político conseguía voz y voto en el consistorio valenciano». Los tres concejales acordaron formar la «minoría valencianista» en el Ayuntamiento de Valencia comprometiéndose a votar conjuntamente sobre «la actuación municipal en el aspecto valencianista, político y administrativo», poniéndose «en todos momento al servicio del régimen republicano», y dejando libertad de voto en el resto de asuntos. «No obstante, la violencia del enfrentamiento en el Ayuntamiento de Valencia, entre la mayoría municipal blasquista y las diferentes minorías, hizo especialmente fugaz este primer ensayo de colaboración entre los dos sectores más vigorosos del valencianismo político», ha advertido Alfons Cucó.
La Unió apoyó, aunque con algunas reservas, el Anteproyecto de Estatuto de Autonomía de la Región Valenciana presentado el 11 de julio de 1931 y promovido por el PURA. De hecho Reig formó parte del grupo de tres concejales que el Ayuntamiento de Valencia envió a Alicante y a Castellón para pedir a sus respectivos ayuntamientos que colaboraran en la redacción del texto del anteproyecto, pero se opuso a la pretensión de los blasquistas de reducir el Estatuto a la provincia de Valencia, tras las reticencias planteadas desde Castellón y desde Alicante. Así, acudió a la reunión de «todos los sectores de la política valenciana» convocada por la Agrupació Valencianista Republicana (a la que el PURA no asistió) y de la cual surgió la llamada Conjunción de Partidos pro Estatuto, que el 27 de noviembre de 1932 celebró un gran mitin en Alcira en favor de un Estatuto de Autonomía de las tres provincias y que constituyó un gran éxito ya que asistieron unas quince mil personas y representaciones de ochenta municipios.
En enero de 1933 Joaquim Reig se hizo con la presidencia del Centre d'Actuació Valencianista (CAV), entidad fundada en agosto de 1931, y la utilizó como plataforma para impulsar su proyecto de «valencianismo totalitario» en el sentido de que abarcara «todas las manifestaciones de la vida» y en consecuencia evitara cualquier división política entre los nacionalistas valencianos en nombre del supremo interés «nacional». El semanario El Camí , impulsado por Reig y convertido en el principal portavoz de este «valencianismo totalitario», propuso la celebración de un gran Congreso Valencianista al que se invitaba a participar a la Unió, a la Agrupació Valencianista Republicana (AVR) y al CAV, y llegó a anunciar el 18 de marzo la formación de un nuevo partido «totalitario» con el nombre de Acció Valencianista Republicana. Mientras que la AVR rechazó integrarse en este, el CAV y la Unió se mostraron favorables. La Unió recordó que su finalidad como grupo político «ha estado inspirada en el propósito de integrar los diferentes matices del valencianismo en un solo partido, y a tal fin respondió el título de Unió», por lo que declaró que veía «con la mayor simpatía el propósito de rehacer nuevamente la unidad del valencianismo militante» (con lo que, según Alfons Cucó, reconocía implícitamente su fracaso). En consecuencia, pocos meses después la Asamblea de Unió decidió disolver el partido.  En el comunicado hecho público en El Camí el 22 de julio se decía (en valenciano):

Reunida la Asamblea de la Unió Valencianista, y teniendo en cuenta que su finalidad inicial de mantener unidos al mayor número posible de patriotas valencianos encuentra en la actualidad obstáculos dificilísimos de vencer, ha acordado por voto unánime su propia disolución.

Reig se acabaría presentando a las elecciones generales de noviembre de 1933 en la candidatura por Barcelona de la Lliga Catalana (nuevo nombre de la Lliga Regionalista liderada por Francesc Cambó), resultando elegido diputado, lo que fue muy criticado por la AVR que manifestó que había sido votado por «las mujeres barcelonesas de mantilla y rosario» y que al presentarse por la Lliga había descubierto el significado auténtico de su doctrina «totalitaria»: «Que no nos hable de retrasos en la renovación valencianista quien compromete el valencianismo con su maridaje con la defensa de unos intereses de clase y de partido bien lejanos de la democracia que pregona». Esta crítica fue contestada de forma muy dura por El Camí: «Nosotros no mantendremos desde ahora ningún contacto con la AVR. Para nosotros ha dejado de existir. Y recomendamos a nuestros amigos que por patriotismo abandonen una entidad que ataca injustamente al hombre que más ha hecho por el valencianismo desde el advenimiento de la República».
Cuando en enero de 1936 se convocaron unas nuevas elecciones generales, Reig reconstituyó la Unió con él como presidente, pero no renovó su acta de diputado.